# 舞吧舞吧在一起
《舞吧舞吧在一起》（英語：Be with Me），2015年三立華人電視劇週日十點檔系列的首部亦為最後一部作品。由導演廖士涵、巫國熙執導、怡佳娛樂經紀、三立電視製作。本劇獲得103年文化部高畫質電視節目一般型連續劇類補助1,000萬。 由鄒承恩、魏如昀、黃河、小煜、唐振剛、曾少宗領銜主演。於2015年7月20日開鏡，12月9日起每週三中午12點先在LINE TV上架首播，而後於12月12日至13日正式在緯來戲劇台、三立都會台週末時段播出，2016年1月21日全劇殺青。，於3月30日播出最終回，全劇共16集。

## 播出時間

### 首播
| 頻道       | 所在地   | 播映日期       | 播出時間             |
| ---------- | -------- | -------------- | -------------------- |
| LINE TV    | 臺灣     | 2015年12月9日  | 每週三中午 12:00     |
| 緯來戲劇台 | 臺灣     | 2015年12月12日 | 每週六 21:00 - 22:30 |
| 三立都會台 | 臺灣     | 2015年12月13日 | 每週日 22:00 - 23:30 |
| MTV        | 臺灣     | 2016年3月27日  | 每週日 20:00 - 21:30 |
| 佳樂台     | 新加坡   | 2016年8月12日  | 每週一至週五 22:50   |
| dimsum     | 马来西亚 | 2017年1月26日  | 全劇集數上架         |

### 重播
| 頻道       | 所在地 | 播映日期       | 播出時間             |
| ---------- | ------ | -------------- | -------------------- |
| 緯來戲劇台 | 臺灣   | 2015年12月19日 | 每週六 17:30 - 19:00 |
| 三立都會台 | 臺灣   | 2015年12月20日 | 每週日 00:00 - 01:30 |
| 三立都會台 | 臺灣   | 2015年12月20日 | 每週日 05:00 - 06:30 |
| 三立都會台 | 臺灣   | 2015年12月20日 | 每週日 12:30 - 14:00 |
| MTV        | 臺灣   | 2016年3月31日  | 每週四 23:00 - 24:30 |
| 三立戲劇台 | 臺灣   | 2016年6月4日   | 每週六 22:00 - 23:30 |

## 籌備紀錄
- 2015年7月20日：《舞吧舞吧在一起》開鏡。
- 2015年11月24日：《舞吧舞吧在一起》記者會。
- 2015年12月9日：《舞吧舞吧在一起》在LINE TV網路首播，每週三中午12點上架，搶先電視播出。
- 2015年12月12日：《舞吧舞吧在一起》在緯來戲劇台首播。
- 2015年12月13日：《舞吧舞吧在一起》在三立都會台開播，以週日十點檔播出。
- 2016年1月21日 : 《舞吧舞吧在一起》全劇正式殺青。
- 2016年3月30日：《舞吧舞吧在一起》在LINE TV播出最終回，共計16集。

## 演員列表

### 主要演員
| 演員   | 角色             | 介紹 | 登場集數      |
| 鄒承恩 | 康鎮英 （Billy） | 23-33歲，前爆跳小子隊長、袁安安男朋友。 E&B義法餐廳老闆/幸福國小第二十五屆家長會長。                    | 全劇          |
| 魏如昀 | 袁安安           | 20-30歲，前爆跳小子經紀人東哥的女兒，個性堅毅、獨立。東谷舞蹈教室老師、幸福國小兼任教師。康鎮英女朋友。 | 全劇          |
| 黃河   | 江澤炫           | 20-30歲，前爆跳小子成員、華流巨星。年度女性票選最想親吻的性感男人。喜歡袁安安。                         | 全劇          |
| 楊奇煜 | 紀亞楠 （Allen） | 24-34歲，前爆跳小子成員，江澤炫現任經紀人，采妮的親生爸爸。公認傲氣凌人的浪子。                         | 全劇          |
| 唐振剛 | 李修齊 （Mike）  | 23-33歲，前爆跳小子成員、通告藝人。個性爽朗、談吐幽默風趣。跟立夏在一起。立夏的老公。                   | 1-11,13-16    |
| 曾少宗 | 周子霆           | 22-32歲，前爆跳小子成員、市場攤販。最有才但卻最沒人氣的成員。                                           | 1,6,8-9,14-16 |

### 其它演員
| 演員     | 角色   | 介紹 | 登場集數         |
| 蔡頤榛   | 孫立夏 | 20-30歲，前爆跳小子後援會會長、人力派遣公司主任、網路行銷高手，臭的都能被她說成香的。跟Mike在一起。                               | 1-11,16          |
| 黃鐙輝   | 袁光泰 | 23-33歲，人稱阿泰，地下樂團主唱、東谷舞蹈教室經營者、袁安安的哥哥。對世界充滿理想性，總是積極向前衝。和冰妹在一起。               | 1-13,15-16       |
| 歐陽娣娣 | 康采妮 | 0-10歲，康鎮英領養的女兒，親生媽媽是欣華，親生爸爸是Allen，希望自己的媽媽是袁安安。幸福國小四年級。活潑、古靈精怪，利嘴功力一流。 | 1-6,8-9,11-13,16 |
| 李翊寧   | 美男   | 東谷舞蹈教室舞蹈老師。 | 1-12,15          |
| 孫可芳   | 冰妹   | 東谷舞蹈教室的成員。和光泰在一起。                                                                                                | 全劇             |
| 惟毅     | 尤經理 | 康鎮英餐廳的經理。 | 2,4-5,7-8        |
| 雷艾美   | Emmie  | 康鎮英餐廳的合夥人。 | 6-8,10           |
| 關勇     | 康爺爺 | 康鎮英的父親、康采妮的爺爺。 | 1,6-7            |
| 丁也恬   | 康奶奶 | 康鎮英的母親、康采妮的奶奶。 | 1,6-8,16         |

### 客串演員
| 演員   | 角色       | 介紹                                           | 登場集數      |
| 朱德剛 | 袁東生     | 前爆跳小子經紀人袁光泰、袁安安父親，已過世。   | 1,6,15        |
| 姚以緹 | 許欣華     | 前東谷舞蹈教室的櫃台。康采妮親生母親。         | 1,6,12-13,16  |
| 劉明勳 | 梁哥       | 狗仔。                                         | 1,10-11,14-16 |
| 廖慧珍 | 史喆愛     | 前爆跳小子粉絲、幸福國小校長。                 | 1-4           |
| 吳申梅 | 林惠美     | 幸福國小主任。                                 | 1-4           |
| 駱炫銘 | 卜世恩     | 康采妮的朋友。                                 | 1-3,12-13     |
| 錢俞安 | 阿憲       | 江澤炫的助理。                                 | 1,3-6         |
| 吳建恆 | 吳建恆     | 我愛偶像主持人，專訪紀亞楠、江澤炫。           | 2             |
| Apple  |            | 我愛偶像主持人，專訪紀亞楠、江澤炫。           | 2             |
| 小     |            | 我愛偶像主持人，專訪紀亞楠、江澤炫。           | 2             |
| 納豆   | 納豆       | 完全娛樂主持人，專訪MIKE。                     | 2             |
| 懷秋   |            | 完全娛樂主持人，專訪MIKE。                     | 2             |
| MC40   |            | 完全娛樂主持人，專訪MIKE。                     | 2             |
| 陳庭妮 | 陳庭妮     | 倒追江澤炫的女藝人。                           | 2             |
| 余彥宸 | 余彥宸     | 江澤炫的小時候。                               |               |
| 魏如萱 | 電台DJ     | 廣播電台DJ，播放爆跳小子的歌曲並闡述解散狀況。 | 3             |
| 顏嘉樂 | 卜媽媽     | 卜世恩的母親。                                 | 3             |
| 陽靚   | Amy姐      | ACES老闆，金曲製作人兼專輯製作人。             | 4-6           |
| 陳衍甫 | 阿甫       | 江澤炫的新助理。                               | 7,9-16        |
| 嚴藝文 | 江秀玟     | 江澤炫的母親。                                 | 9-11          |
| 吳思賢 | 吳思賢     | 藝人，也是江澤炫粉絲。                         | 11            |
| 牛爾   | 化妝品廠商 | 李修齊所代言產品的廠商。                       | 14            |
| 劉至翰 | 李醫師     | 李修齊的哥哥，兼江澤炫主治醫師。               | 15-16         |
| 劉尚謙 |            | 李修齊的父親。                                 | 16            |

## 電視劇歌曲
| 曲別   | 歌名             | 演唱者     | 作詞   | 作曲           | 備註           |
| 片頭曲 | 陪你飛           | 吳思賢     | 馬嵩惟 | 張簡君偉       | 爆跳小子主打歌 |
| 片尾曲 | 我們沒有再見     | 魏如昀     | 魏如昀 | 魏如昀         | 袁安安之歌     |
| 插曲   | 初戀             | 魏如昀     | 京延   | 京延           | 袁安安之歌     |
| 插曲   | 怕笑聲的人       | 吳思賢     | 易家揚 | 李樂           | 江澤炫之歌     |
| 插曲   | 別說             | 吳思賢     | 揚揚   | 劉偉德、許郁翎 | 虐心派情歌     |
| 插曲   | 放手去愛         | 吳思賢     | 吳思賢 | 林俊傑         | MTV版本        |
| 插曲   | 反省             | 金池       | 葛大為 | 陳小霞         | 康鎮英之歌     |
| 插曲   | 我最挺你         | TOP1男子漢 | 余竑龍 | 余竑龍         | 爆跳小子之歌   |
| 插曲   | 能不能約會在明天 | 池端玲名   | 林怡鳳 | 溫振邦         | 甜蜜蜜情歌     |
| 插曲   | 全部給你         | 楊奇煜     | 黃婷   | Tige Hui       | 甜蜜蜜情歌     |

## 拍攝取景
- 板橋林本源園邸
- 宜蘭縣文化工場
- 宜蘭縣五結鄉中興國小
- 北投天玥泉溫泉會館
- 天母運動公園
- 關渡大橋觀景
- 宜蘭縣頭城鎮二城國小

## 製作團隊
- 製作公司：怡佳娛樂經紀
- 監製：    黄曉玫
- 製作人：  張玉川
- 戲劇指導：黄毓棠
- 策畫統籌：許芳瑜
- 後期統籌：邵芷薇
- 企劃：    陳品瑜
- 統籌：    吳璨琦
- 編劇：    謝叔芳、諸英
- 導演：
  - 廖士涵（第1-9集）
  - 廖士涵、巫國熙（第10集-第16集）
- 製片：    周毅銓
- 選角管理：錢嘉駿
- 攝影師：  楊豐銘
- 劇照師：  翁浩瑋Sero
- 花絮編導：翁浩瑋Sero
- 燈光師：  許世明、林柏昌
- 收音師：  羅儀庭
- 美術指導：柯青每
- 造型指導：潘倫琳
- 音樂指導：李銘杰 (MUSDM)
- 服裝師：  王鳳如
- 化妝師：  林詩羚、盧乃思
- 髮型師：  丁玉馨、陳琤薇
- 場務領班：王民群
- 舞蹈指導：張勝豐&Unity舞道館

## 外部連結
- 官方网站－緯來
- 官方网站－三立
- 舞吧舞吧在一起的Facebook專頁
- 舞吧舞吧在一起 LINE TV頻道 （页面存档备份，存于）

| 臺灣 緯來戲劇台 每週六 21:00 - 22:30 | 臺灣 緯來戲劇台 每週六 21:00 - 22:30            | 臺灣 緯來戲劇台 每週六 21:00 - 22:30 |
| ------------------------------------ | ----------------------------------------------- | ------------------------------------ |
|                                      | 舞吧舞吧在一起 （2015年12月12日－2016年4月2日） |                                      |
| 全新戲劇線                           | 愛上哥們 （2016年4月9日－2016年5月28日）        |                                      |

| 臺灣 三立都會台 每週日 22:00 - 23:30                                    | 臺灣 三立都會台 每週日 22:00 - 23:30                                    | 臺灣 三立都會台 每週日 22:00 - 23:30            |
| ----------------------------------------------------------------------- | ----------------------------------------------------------------------- | ----------------------------------------------- |
|                                                                         | 舞吧舞吧在一起 （2015年12月13日－2016年4月3日）                         |                                                 |
| 綜藝大熱門（重播）（22:00 - 23:00） 國光幫幫忙（重播）（23:00 - 24:00） | 綜藝大熱門（重播）（22:00 - 23:00） 國光幫幫忙（重播）（23:00 - 24:00） |                                                 |
| 臺灣 三立戲劇台 每週六 22:00 - 23:30                                    |                                                                         |                                                 |
| 愛上哥們 （2016年1月30日－2016年5月28日）                               | 舞吧舞吧在一起 （2016年6月4日－2016年9月17日）                          | 飛魚高校生 （2017年1月14日－2017年5月13日）     |
| 臺灣 MTV 每週日 20:00 - 21:30                                           |                                                                         |                                                 |
| 全新戲劇線                                                              | 舞吧舞吧在一起 （2016年3月27日－2016年7月10日）                         | 他看她的第2眼 （2016年7月17日－2016年11月27日） |

| 新加坡 佳乐台“11点人气剧”剧场 每週一至週五 22:50 | 新加坡 佳乐台“11点人气剧”剧场 每週一至週五 22:50 | 新加坡 佳乐台“11点人气剧”剧场 每週一至週五 22:50 |
| ------------------------------------------------ | ------------------------------------------------ | ------------------------------------------------ |
|                                                  | 舞吧舞吧在一起 （2016年8月12日－2016年9月14日）  |                                                  |
| 唯一继承者 （2016年7月11日－2016年8月11日）      | 我的奇妙男友 （2016年9月15日－2017年）           |                                                  |